# Фишельбах
Фишельбах (нем. Fischelbach) — отдельный населённый пункт в пределах города Бад-Ласфе (Северный Рейн-Вестфалия, Германия).

## География

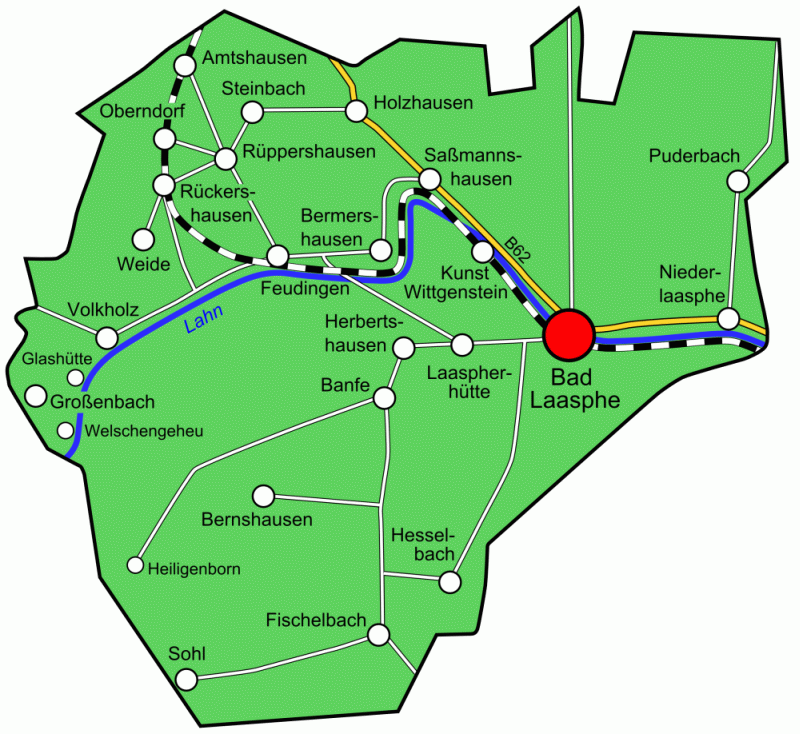
Поселение Фишельбах на карте города Бад-Лаасфе

Фишельбах расположен в долине реки Банфе, которую здесь также называют Фишельбах, на высоте около 300–500 м над уровнем моря. НН. Расстояние по прямой до центра города Бад-Ласфе составляет около 8 км.

## История
Фишельбах впервые упоминается в документе монастыря в Хайне (ныне в Гессене) в 1233 году. Это место тогда названо Фишлинбах. В 1307 году графы Витгенштейн купили Фишельбах, а также деревни Хессельбах, Пудербах и Нидерласфе у рыцарей Брайденбаха.
В 1939 году была закрыта последняя шахта в этом районе — шахта Гондербах. Это ознаменовало конец 600-летней истории добычи руды в регионе Витгенштейн. В ходе административной реформы 1 января 1975 года Фишельбах стал поселением города Бад-Ласфе.

## Культура и достопримечательности
Церковь в Фишельбахе впервые упоминается в 1309 году. Каждые две недели в ней проходят протестантские богослужения. Церковная колокольня является зарегистрированным памятником архитектуры.

## Экономика
Фишельбах удобно расположен на дороге земельного значения L 718, которая соединяет Бад-Ласфе и Дилленбург. Почти всем работающим жителям приходится преодолевать большие расстояния, чтобы добраться до работы. Сельское хозяйство, которое когда-то было основным источником дохода, теперь стало лишь второстепенным занятием. Фишельбах расположен прямо на подъездной дороге к привлекательному для туристов и отдыхающих Ротхаргебиргу. Благодаря расположению города над уровнем моря возможны занятия зимними видами спорта (беговые лыжи).